# António Duarte de Barros
António Duarte de Barros (?, Faro - ?), foi um administrador colonial português de origem algárvia, que exerceu cargos como capitão de infantaria do Regimento de Setúbal e Capitão-Mór e governador do Grão-Pará de 1732 a 1737.